# 頭弦
頭弦，又稱漢調頭弦，廣東漢劇、客家漢樂、閩西漢劇旋律領奏使用的弓弦樂器。
琴筒和琴身為木製或竹製，張掛2條絲弦或鋼弦，聲音高亢激昂，廣東漢劇、客家漢樂的頭弦通常定純5度，潮州音樂頭弦通常定純4度。
二弦 (潮樂)有時也稱做頭弦。